# Gonomyia (Leiponeura) nigridorsata
Gonomyia (Leiponeura) nigridorsata is een tweevleugelige uit de familie steltmuggen (Limoniidae). De soort komt voor in het Australaziatisch gebied.